# Marca registrada

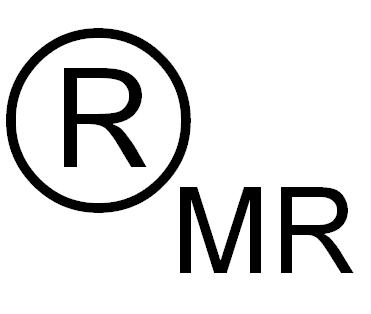
Símbolos da Marca Registrada usadas no Brasil, que serve para indicar que uma obra está registrada aos direitos do autor e não pode ser copiada

Uma marca registrada (português brasileiro) ou marca registada (português europeu) ou marca registrada comercial (respectivamente, símbolos ® ou MR ou TR) é qualquer nome ou símbolo utilizado para identificar uma empresa, um produto (bem de consumo), serviço ou comércio. As marcas registradas são um tipo de propriedade intelectual e sua efetividade depende do registro de exclusividade concedido por autoridades governamentais competentes, o Instituto Nacional da Propriedade Industrial - INPI.
De modo geral, as marcas registradas são representadas por logotipos, palavras, usados separadamente ou de forma combinada, slogan ou palavras ligadas a atividade são impedidas ou geram limitação no uso da marca.
A marca tem como função permitir que o consumidor possa identificar a origem de um produto ou serviço, possibilitando-lhe distinguir este produto ou serviço de outros similares existentes no mercado.
No Brasil, o instituto da Marca registrada é regulamentado pelo artigo 123, e seguintes, da Lei nº 9 279/96, a qual trata especificamente de marcas, patentes e desenhos industriais, além dos crimines cometidos contra as marcas e patentes, a exemplo da concorrência desleal.

## Registro
O registro da propriedade industrial envolve alguns custos, materializados no pagamento de taxas federais, para que os direitos permaneçam válidos. São conhecidas desde o início do processo a taxa de Pedido de Registro e após o reconhecimento da marca uma segunda taxa referente ao Registro. Alguns destes direitos têm prazos de validade, findos os quais expiram, como são os casos das patentes sem renovação do direito, dos desenhos e dos modelos. As marcas, por seu lado, podem ser mantidas através da renovação a cada 10 anos por meio do pagamento taxas de renovação conhecida como Decênio. São 45 classes de marcas (34 de produto e 11 de serviços). O registro de propriedade industrial é válido apenas para no País no qual esta propriedade é registrada, ou seja, se deseja registrar uma marca internacionalmente, deve registrá-la separadamente em cada país.
O registo das marcas pode ser efetuado de quatro formas distintas, quanto a apresentação da marca: apenas o nome, apenas a imagem (figura), mista (nome + Imagem), ou tridimensional. Especificando quanto a natureza da marca com: Produto, Serviço, Coletiva ou de Certificação.

## Carácter distintivo
O direito das marcas confere proteção jurídica a marcas "distintivas", ou seja, marcas que permitem aos consumidores associá-las facilmente a produtos ou serviços específicos. Uma marca forte é inerentemente distintiva (capaz de identificar e distinguir uma fonte de produtos ou serviços), caindo frequentemente em categorias como sugestiva, fantasiosa ou arbitrária, sendo por isso registável. Em contrapartida, as marcas fracas tendem a ser descritivas ou genéricas e podem não ser registáveis.

#### Marcas comerciais aceitáveis
- Cunhadas: palavras que só têm significado em relação aos bens ou serviços que designam.[8][9] Por exemplo, a Exxon® para o petróleo e a Pepsi® para os refrigerantes.
- Arbitrário: palavras factuais não relacionadas com os bens ou serviços subjacentes.[10] Por exemplo, Apple® para computadores.
- Instigante: palavras que sugerem uma qualidade de um produto ou serviço, mas não a indicam diretamente.[11][12] Por exemplo, Coppertone® para produtos de bronzeamento.

#### Marcas comerciais inaceitáveis
- Descritivo: palavras que descrevem algum aspeto dos bens ou serviços sem especificar ou realçar a fonte desses bens ou serviços. As marcas descritivas podem tornar-se registáveis a nível federal se adquirirem caraterísticas distintivas em resultado de uma utilização prolongada no comércio.[13][14]
- Genéricos: nomes comuns de produtos ou serviços que não podem ser registados como marcas porque não apontam para uma fonte específica. As marcas genéricas não estão sujeitas a registo federal. Por exemplo, "Bicycle" para bicicletas.

## Registro interno
Cada país possui o seu próprio organismo, bem como sua própria legislação, para registro de marcas e patentes.

### Brasil
Para registrar uma marca no Brasil há vários métodos: um deles é através do INPI (Instituto Nacional da Propriedade Industrial), instituto governamental responsável por todos os registros feitos no país. Também há empresas particulares e procuradores, que trabalham com registro de marcas no Brasil e no exterior. São também conhecidos como despachantes, e cobram honorários além das taxas do INPI para realizarem os serviços. Em 2006, o INPI criou o e-Marcas, uma ferramenta para agilizar o processo do registro e facilitar o acesso do interessado final ao registro de sua marca.

### Portugal
Em Portugal, o organismo público a quem compete a atribuição e o registo de direitos de propriedade industrial, sendo eles Marcas, Patentes, Desenhos e Modelos, também se chama INPI.

## Registro de marca comunitária
Na comunidade europeia, o IHMI – Instituto de Harmonização do Mercado Interno, é o organismo comunitário responsável pelo registo de marcas, desenhos e modelos, válidos nos 27 países da comunidade europeia.
O principal interesse do sistema da marca comunitária é, permitir às empresas identificar os seus produtos e serviços de modo idêntico em todo o território da União Europeia (UE).
A marca comunitária permite-lhes, através de um procedimento único, junto do IHMI, registar uma marca que beneficiará de protecção uniforme e produzirá efeitos em todo o território comunitário.
A marca comunitária tem carácter unitário, o que significa que um pedido ou um registo são válidos em toda a Comunidade Europeia.
O pedido e o registo subsequente abrange todos Estados Membros da Comunidade Europeia de forma indivisível. Não é por isso, possível limitar o alcance geográfico da protecção a determinados Estados Membros.
O processo de registo é centralizado no IHMI. A marca comunitária constitui objecto de um direito de propriedade único. Em consequência do referido, o processo de modificação, manutenção e extinção desse direito abrange todo o território da Comunidade Europeia.
Na eventualidade de recusa do pedido de marca comunitária, o registo pode ser efectuado através de pedidos nacionais nos países em que não existam os direitos anteriores.

## Registro de marca internacional
O registro de marca com a cobertura mais amplo é efetuado pela World Intellectual Property Organization (WIPO), um organismo da Organização das Nações Unidas (ONU).
Atualmente a WIPO conta com 189 estados-membros.

## TM - Trade Mark
Trademark é a tradução para a língua inglesa de marca comercial, muito embora não seja registrada em um órgão específico, podendo ser utilizada sem controle estatal. Há um caractere específico para seu uso (™), código Unicode U+2122, \texttrademark em LaTeX ou ALT+0153 no Windows. Esse caractere aparece sempre após o substantivo em questão. Geralmente, é utilizado para nomes não registrados, ao contrário do caractere (®), utilizado para os nomes que já passaram por aprovação dos órgãos reguladores.